# Golden Gala 2012
Golden Gala 2012 – mityng lekkoatletyczny, który odbył się 31 maja na Stadio Olimpico w Rzymie. Zawody były trzecią odsłoną prestiżowej Diamentowej Ligi w sezonie 2012.

## Rezultaty

### Mężczyźni
| Konkurencja:                  | 1. miejsce                                                                        | Rezultat      | 2. miejsce                                                                                    | Rezultat   | 3. miejsce                                                               | Rezultat |
| Bieg na 100 m                 | Usain Bolt                                                                        | 9,76 WL       | Asafa Powell                                                                                  | 9,91       | Christophe Lemaitre                                                      | 10,04    |
| Bieg na 800 m                 | Leonard Kirwa Kosencha                                                            | 1:44,42       | Marcin Lewandowski                                                                            | 1:44,64    | Andrew Osagie                                                            | 1:44,71  |
| Bieg na 3000 m z przeszkodami | Paul Kipsiele Koech                                                               | 7:54,31 PB WL | Abel Kiprop Mutai                                                                             | 8:01,67 PB | Jairus Kipchoge                                                          | 8:08,79  |
| Bieg na 400 m przez płotki    | Javier Culson                                                                     | 48,14         | Bershawn Jackson                                                                              | 48,25      | Cornel Fredericks                                                        | 49,21    |
| Sztafeta 4 × 100 m            | Kanada · Dontae Richards-Kwok · Gavin Smellie · Jared Connaughton · Justyn Warner | 38,63         | Wielka Brytania · Dwain Chambers · Harry Aikines-Aryeetey · James Ellington · Leevan Yearwood | 38,82      | Szwajcaria · Alex Wilson · Reto Schenkel · Rolf Fongué · Aron Beyene     | 39,08    |
| Sztafeta 4 × 400 m            | Wielka Brytania · Nigel Levine · Conrad Williams · Chris Clarke · Jack Green      | 3:01,76       | Botswana · Isaac Makwala · Obakeng Ngwigwa · Omphenetse Mokgadi · Nijel Amos                  | 3:03,89    | Hiszpania · Roberto Briones · Mark Ujakpor · David Testa · Samuel García | 3:03,89  |
| Skok wzwyż                    | Robert Grabarz                                                                    | 2,33 WL       | Trevor Barry Jesse Williams                                                                   | 2,31       |                                                                          |          |
| Skok o tyczce                 | Renaud Lavillenie                                                                 | 5,82          | Romain Mesnil                                                                                 | 5,72       | Malte Mohr                                                               | 5,72     |
| Skok w dal                    | Greg Rutherford                                                                   | 8,32          | Godfrey Khotso Mokoena                                                                        | 8,20       | Aleksandr Mieńkow                                                        | 8,17     |
| Rzut dyskiem                  | Ehsan Hadadi                                                                      | 66,73         | Virgilijus Alekna                                                                             | 66,31      | Gerd Kanter                                                              | 65,36    |

### Kobiety
| Konkurencja:               | 1. miejsce        | Rezultat         | 2. miejsce        | Rezultat   | 3. miejsce             | Rezultat |
| Bieg na 100 m              | Murielle Ahouré   | 11,00 NR         | Shelly-Ann Fraser | 11,06      | Kerron Stewart         | 11,10    |
| Bieg na 800 m              | Fantu Magiso      | 1:57,56 NR       | Pamela Jelimo     | 1:58,33    | Marija Sawinowa        | 1:58,56  |
| Bieg na 1500 m             | Abeba Aregawi     | 3:56,54 NR PB WL | Hellen Obiri      | 3:59,68 PB | Genzebe Dibaba         | 4:00,85  |
| Bieg na 5000 m             | Vivian Cheruiyot  | 14:35,62 WL      | Meseret Defar     | 14:35,65   | Viola Kibiwot          | 14:39,53 |
| Bieg na 100 m przez płotki | Dawn Harper       | 12,66            | Kellie Wells      | 12,67      | Brigitte Foster-Hylton | 12,78    |
| Bieg na 400 m przez płotki | Kaliese Spencer   | 54,39            | Lashinda Demus    | 54,80      | Zuzana Hejnová         | 55,09    |
| Trójskok                   | Olha Saładucha    | 14,75            | Olga Rypakowa     | 14,73      | Caterine Ibargüen      | 14,71    |
| Pchnięcie kulą             | Valerie Vili      | 21,03 WL         | Gong Lijiao       | 19,79      | Nadzieja Astapczuk     | 19,58    |
| Rzut oszczepem             | Barbora Špotáková | 68,65 WL         | Sunette Viljoen   | 67,95      | Goldie Sayers          | 64,75    |

## Rekordy
Podczas mityngu ustanowiono 3 krajowe rekordy w kategorii seniorów:
| Zawodnik        | Reprezentacja            | Konkurencja         | Rezultat |
| --------------- | ------------------------ | ------------------- | -------- |
| Murielle Ahouré | Wybrzeże Kości Słoniowej | bieg na 100 metrów  | 11,00    |
| Fantu Magiso    | Etiopia                  | bieg na 800 metrów  | 1:57,56  |
| Abeba Arigawi   | Etiopia                  | bieg na 1500 metrów | 3:56,54  |